# Cel-shading

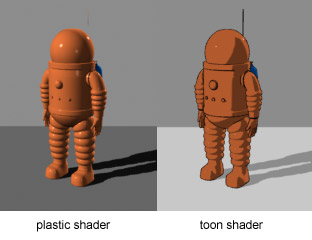
Till vänster en modell i 3D som till höger med hjälp av Cel-shading fås att se ut som om den var tecknad. Notera bland annat att alla konturer är synliga.

Cel-shading är en teknik med vars hjälp det går att omvandla en 3D-modell till något som ser ut att likna en klassisk animering. Som exempel användes cel-shading för att animera gnuerna i filmen Lejonkungen och tv-spelet The Legend of Zelda: The Wind Waker för att få objekt att se tecknade ut.